# Sulajman al-Isa
Sulajman al-Isa (ur. 1921 w Nu’ajrijji, zm. 2013 w Damaszku) – syryjski poeta i działacz polityczny związany z partią Baas.

## Życiorys
Urodził się na wsi w regionie Antiochii. Jego ojciec był nauczycielem miejscowej podstawowej szkoły muzułmańskiej. W dzieciństwie Sulajman al-Isa nauczył się na pamięć Koranu, poznał klasyczną poezję arabską, także okresu przedislamskiego. Pierwsze wiersze napisał w wieku dziesięciu lat. Uczęszczał do szkoły średniej w Antiochii i tam dołączył do arabskiego ruchu narodowego, domagającego się pełnej niezależności Syrii i zniesienia francuskiego mandatu. Za swoje zaangażowanie był w 1939 roku sądzony i otrzymał wyrok długoletniego więzienia, jednak zdołał zbiec do Bagdadu. Tam dokończył naukę w szkole średniej, a następnie ukończył studia wyższe.
Do Syrii wrócił po uzyskaniu przez nią całkowitej niepodległości w 1946 roku. Zamieszkał w Aleppo, gdzie w szkole średniej nauczał literatury arabskiej. Poznał wówczas Michela Aflaka i Salah ad-Dina al-Bitara i zaczął sympatyzować z głoszonymi przez nimi ideami socjalizmu i jedności arabskiej. W następnym roku przystąpił do partii Baas, współtworzył ideologię baasizmu, a następnie zaangażował się w jej upowszechnianie w środowiskach studenckich, z czasem uzyskując w organizacji wysoką pozycję.
Po zamachu stanu przeprowadzonym przez Komitet Wojskowy partii Baas 8 marca 1963 roku polityczne wiersze al-Isy znalazły się w obowiązkowym kanonie lektur szkolnych w Syrii. Pozostawał jednym z oficjalnych poetów baasistowskiej Syrii przez cały okres rządów Hafiza al-Asada i jego syna Baszszara. W 1990 roku został członkiem Akademii Języka Arabskiego w Damaszku.

## Twórczość
Sulajman al-Isa zaliczany jest do poetów, których dzieła stanowią etap przejściowy między klasyczną i romantyczną szkołą w poezji syryjskiej a tzw. nową szkołą. Bywa zestawiany z Chalilem al-Hinawim, którego twórczość jest jednak znacznie bliższa szkole klasycznej, podczas gdy większość wierszy al-Isy przynależy do nowej szkoły: pojawia się w nich wiersz biały i wolny, zarzucony jest tradycyjny schemat kasydy.
Al-Isa napisał pięć sztuk poetyckich i dwanaście dywanów. Większa część jego twórczości zainspirowana była bieżącymi wydarzeniami politycznymi, wiązała się z jego zaangażowaniem w ruchu socjalistycznym i panarabskim, stanowiła spontaniczny wyraz uczuć i poglądów poety. Jeden z pierwszych dywanów al-Isy, wydane w 1957 Suche piaski, otwierała dedykacja

Dla ostatniego wystrzału, jaki się rozlegnie za odchodzącym imperializmem i dla pierwszej róży, która zakwitnie w zjednoczonej arabskiej ojczyźnie - Sulajman.

W tomie tym znalazły się wiersze o rewolucji Wolnych Oficerów w Egipcie, Dżamalu Abd an-Nasirze, kryzysie sueskim, lewicowych bojownikach algierskich, syryjskich, jordańskich i palestyńskich. Palestyńskim uchodźcom al-Isa poświęcił w całości dywan Bezsenne listy wydany w 1960.
Twórczość al-Isy nie zmieniła charakteru po tym, gdy partia Baas objęła władzę w Syrii; stał się wówczas jednym z „oficjalnych” poetów państwowych. Po klęsce państw arabskich w wojnie sześciodniowej opublikował szereg utworów o tej tematyce. W dywanie Pieśń z wyspy Sindbada, opublikowanym w 1971, opiewał Irak jako ziemię, z którą związani byli wybitni twórcy klasycznej literatury arabskiej. W tomie tym ponownie podnosił ideę jedności arabskiej. Po wojnie Jom Kipur pisał wiersze panegiryczne na cześć Hafiza al-Asada.
Również po wojnie sześciodniowej zaczął pisać wiersze i prozę przeznaczone dla dzieci, dla nich napisał dwa utwory autobiograficzne. Zajmował się również przekładem, tłumacząc na język arabski literaturę algierską pisaną w języku francuskim, dzieła francuskie i angielskie.